# استان گیتا
گیتا یکی از استان‌های تازه تأسیس کشور تانزانیا است که از بخش‌هایی از استان‌های موانزا و شینیانگا تشکیل شده‌است.
این استان در مارس سال 2012 به وجود آمد
کمیسیونر منطقه‌ای این استان آقای ماگالولا سعیدی ماگالولا است.

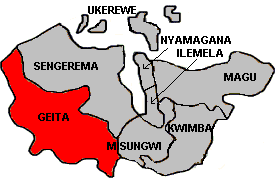
شهرستان‌های تابعه استان گیتا

شهرستان‌های تابع
- Bukombe
- Chato
- Geita
- Mbongwe
- Nyang'hwale

## نوشتار مرتبط
- استان‌های تانزانیا